# Karen Philipps
Karen Philipps (Australia, 4 de mayo de 1966) es una nadadora australiana retirada especializada en pruebas de estilo mariposa, donde consiguió ser subcampeona olímpica en 1984 en los 200 metros.

## Carrera deportiva
En los Juegos Olímpicos de Los Ángeles 1984 ganó la medalla de plata en los 200 metros estilo mariposa, con un tiempo de 2:10.56 segundos, tras la estadounidense Mary T. Meagher y por delante de la alemana Ina Beyermann.